# معین عبدالملک سعید
معین عبدالملک سعید (عربی: مَعِیِن عبد الملک سَعِیِد الصَّبْرِی؛ زاده ۱۹۷۶) سیاستمدار یمنی است که از ۲۰۱۸ تا ۲۰۲۴، به عنوان نخست‌وزیر یمن خدمت کرد. او پیش از این، به عنوان وزیر فواید عامه در کابینه نخست‌وزیر، احمد عبید بن دغر، خدمت می‌کرد.